# Hipodescente
Nas sociedades que consideram algumas raças ou grupos étnicos de pessoas dominantes ou superiores e outras subordinadas ou inferiores, hipodescentes refere-se à atribuição automática pela cultura dominante de filhos de uma união mista ou de relações sexuais entre membros de diferentes grupos socioeconômicos ou étnicos para o grupo subordinado. A prática oposta é a hiperdescente, na qual as crianças são designadas para a raça considerada dominante ou superior.
As práticas paralelas incluem patrilinearidade, matrilinearidade e descendência cognitiva, que atribuem raça, etnia ou religião de acordo com o pai, mãe ou alguma combinação, sem considerar a raça do outro pai. Estes sistemas podem não se excluir mutuamente com hipo e hiper-descendente, uma vez que qualquer dos progenitores (ou ambos) pode ser de raça mista.
Tentativas de limitar (ou eliminar) populações mestiças por meios legais são definidas nas leis anti-miscigenação, como aprovadas por vários estados nos Estados Unidos.

## História
Embora costumes, práticas e sistemas de crenças enfatizando o valor da pureza da descendência sejam indiscutivelmente tão antigos quanto a humanidade, poucas sociedades os codificaram sistematicamente ou aplicaram legalmente seus resultados. Práticas foram aplicadas nas comunidades. Tal foi o caso na Grécia clássica - que fez distinções claras entre gregos e bárbaros. A República Romana tinha um padrão diferente. Embora fosse expansionista, e militar e culturalmente agressiva, encorajava ativamente a romanização dos reinos clientes, que incluía o casamento entre romanos e os seus cidadãos de elite e tornava esta classe de cidadãos de Roma como recompensa e como exemplares..

### Hipo/hiperdescendente na era colonial da América do Norte
A prática norte-americana de aplicar uma regra de hipodescendência começou durante os tempos coloniais, quando os criados indiferenciados e os condenados transportados que trabalhavam sob a direção dos colonos e das autoridades coloniais se juntaram a africanos que, a partir de 1619, foram primeiro retirados de espanhóis e depois, cada vez mais, de navios escravos ingleses ou britânicos. Mas enquanto os prisioneiros libertados eram cristãos, estes indivíduos eram classificados como trabalhadores indiciados.
A Virgínia promulgou formalmente um "código escravagista" em 1705. Existem provas documentais da década de 1650 de que alguns negros da Virginia cumpriam penas de prisão perpétua. Na década de 1660, a Assembleia declarou que "qualquer servo inglês que fuja em companhia de qualquer negro que seja incapaz de satisfazer por acréscimo de tempo servirá pelo tempo da referida ausência dos negros", indicando que os negros não poderiam "satisfazer-se" servindo por mais tempo se fossem recapturados. Este dispositivo conferiu um estatuto jurídico à prática da escravatura vitalícia das pessoas de origem africana; nos estatutos subsequentes, o legislador definiu as condições de servidão vitalícia.
Mas em 1655, Elizabeth Key Grinstead, uma mulher de raça mista, lutou e venceu o primeiro processo pela liberdade na Virgínia. Seu pai inglês a reconheceu como filha, a batizou como cristã e, adoecendo, estabeleceu um tutor legal para cuidar dela após sua morte, organizando um contrato por um período limitado para ela quando menina. Mas o guardião vendeu sua escritura e deixou a colônia, e o senhor seguinte não a libertou. Quando ele morreu, sua propriedade reivindicou ela e seu filho como propriedade escrava.
No entanto, após a vitória de Key, a Virgínia estabeleceu o princípio da lei em 1662 do partus sequitur ventrem, do direito romano; isto é, crianças nascidas nas colônias assumiriam o status social de suas mães. Isso significava que todas as crianças nascidas de mulheres escravizadas nasceriam escravas, independentemente de sua paternidade e raça. Isso contrastava com o direito comum inglês, pelo qual o status dos filhos de indivíduos ingleses era determinado pelo pai.
Quando a escravidão se tornou um sistema de castas raciais, pessoas com ascendência africana apenas parcial e com ascendência européia majoritária nasceram como escravas. A ascendência africana tornou-se associada à escravidão. Por hipodescentes, pessoas de ascendência africana parcial foram classificadas socialmente abaixo dos brancos. No final do século XVIII, havia inúmeras famílias de escravos majoritariamente brancos, como as crianças de raça mista nascidas da escrava Sally Hemings e de seu mestre Thomas Jefferson. Ela era 3/4 branca e meia-irmã de sua falecida esposa; seus filhos, nascidos em escravidão, eram 7/8 brancos. Jefferson deu às quatro crianças sobreviventes sua liberdade como adultos; três assimilados na sociedade branca.
A autora do sul Mary Chesnut escreveu em seu famoso A Diary, de Dixie, da Guerra Civil, sobre a hipocrisia de um homem reconhecer os filhos de mulheres brancas entre os escravos de todos os lares, exceto os seus.
Fanny Kemble, a atriz britânica que se casou com um escravo americano, também escreveu sobre suas observações sobre a escravidão, incluindo a maneira como homens brancos abusaram sexualmente de escravas e deixaram seus filhos de raça mista escravizados.
Às vezes, os pais brancos libertavam os filhos e/ou suas mães, ou ofereciam educação ou aprendizado, ou estabeleciam propriedades sobre eles em uma transferência significativa de capital social. Exemplos notáveis antebellum de pais que cuidaram de seus filhos de raça mista foram os pais de Charles Henry Langston e John Mercer Langston e o pai da família Healy da Geórgia. (Cada um tinha um casamento de direito comum com uma mulher de ascendência africana parcial) Outras crianças de raça mista foram deixadas escravizadas; alguns foram vendidos pelos pais.
Pesquisas realizadas por historiadores e genealogistas mostraram que, diferentemente dos exemplos acima, a maioria dos negros livres listados nos dois primeiros censos dos EUA no Alto Sul era descendente de relacionamentos ou casamentos na Virgínia colonial entre mulheres brancas, servas ou livres contratadas e africanas ou  homens africanos ou afro-americanos, servo contratado, livre ou escravo. Seus sindicatos refletiam a natureza fluida das relações entre as classes trabalhadoras antes do fortalecimento da casta de escravos, bem como as pequenas famílias e fazendas nas quais muitas pessoas trabalhavam. Os filhos de mães brancas nasceram livres. Se eram ilegítimos e de raça mista, eram aprendizes a fim de evitar que a comunidade se sobrecarregasse com a manutenção, mas essas pessoas deram um passo em liberdade.
Na virada do século XIX, muitas dessas famílias de negros livres, juntamente com vizinhos europeus-americanos, migraram para áreas fronteiriças da Virgínia, Carolina do Norte e depois para o oeste. Tais famílias às vezes se estabeleceram em grupos insulares. Acredita-se que pessoas mestiças de ascendência afro-europeia tenham sido a origem de alguns assentamentos isolados, que há muito reivindicam ou dizem ter ascendência de índios americanos ou portugueses. Como exemplo, um estudo de DNA do século XXI de um grupo de famílias Melungos  no Tennessee e Kentucky, há muito que se diz ser descendente de turcos ou nativos americanos, mostrou que eram predominantemente de ascendência africana e européia.

### Hipo/hiperdescente em Reconstrução, Estados Unidos do final do século XIX e do século XX
No final da década de 1870, os democratas brancos recuperaram o poder nas legislaturas estaduais do Sul, mesmo em áreas onde havia maiorias negras, em grande parte por um processo de violência e intimidação dos republicanos negros. Os democratas gradualmente impuseram a supremacia branca na lei e na prática. De 1890 a 1908, começando no Mississippi, as legislaturas estaduais aprovaram novas constituições e leis que criavam barreiras ao registro de eleitores por meios como impostos, testes de alfabetização, requisitos de registro e outros. O número de eleitores nas listas caiu drasticamente e a maioria dos negros e muitos brancos pobres foram desprivilegiados por décadas. Os brancos também aprovaram leis de Jim Crow, como a segregação racial de estabelecimentos públicos.
Pretos e brancos estabeleceram a Associação Nacional para o Avanço das Pessoas de Cor em 1909 para lutar contra a discriminação e privação de direitos. Cada vez que eles venciam um processo judicial, por exemplo, contra o uso de primárias brancas, as legislaturas dominadas por brancos aprovavam novas leis para excluir os negros do sistema político.
No século XX, sob influências da eugenia e da discriminação racial, os estados promulgaram leis classificando pessoas como negras que tinham qualquer evidência rastreável (ou percepção de qualquer ancestralidade africana). De acordo com a Lei de Integridade Racial da Virgínia, de 1924, a regra de "gota única" definia como negra uma pessoa com qualquer ancestralidade africana conhecida, independentemente do número de gerações intermediárias.
A mesma lei estabeleceu um sistema de classificação binária para registros vitais, classificando as pessoas como 'brancas' ou 'pretas' (negro na época). Este último era efetivamente um termo "pegar tudo" para todas as pessoas de cor. Os nativos americanos foram classificados como de cor, atitude para todas as raças, exceto o branco.
Em sua forma mais extrema nos Estados Unidos, o hipodescendente era a base da "regra de uma gota", significando que, se um indivíduo tinha alguma ascendência negra, a pessoa era classificada como negra. As leis foram aprovadas nos estados do sul e outros no início do século XX, muito depois do fim da escravidão para definir branco e preto, sob as leis associadas à segregação: o Tennessee adotou o estatuto de "uma gota" em 1910; Louisiana; Texas; Arkansas em 1911; Mississippi em 1917; Carolina do Norte em 1923; Virginia em 1924; Alabama e Geórgia em 1927; e Oklahoma em 1931.
Durante esse mesmo período, Flórida, Indiana, Kentucky, Maryland, Missouri, Nebraska, Dakota do Norte e Utah mantiveram seus antigos estatutos de jure "fração de sangue", mas alteraram essas frações (um décimo sexto, trinta e um segundo) para serem equivalentes a uma gota de fato.
Em 1924, muitas pessoas "brancas" na Virgínia teriam alguma ascendência africana e/ou nativa americana, dada a mistura ao longo dos séculos. Ao mesmo tempo em que a Virgínia estava tentando endurecer a casta racial, os negros estavam se organizando para derrubar a segregação e recuperar os direitos civis, que haviam sido perdidos pelas leis de Jim Crow e pela privação da maioria da comunidade negra.

## Leis de casamento anti-miscigenação
No início da década de 1940, dos trinta estados dos EUA que tinham leis anti-miscigenação, sete estados (Alabama, Arizona, Geórgia, Montana, Oklahoma, Texas e Virgínia) adotaram a teoria de uma gota para regras que proíbem casamentos inter-raciais. Isso foi parte de um contínuo endurecimento social das linhas raciais após a virada do século, quando os estados do sul impuseram a segregação legal e desampararam os negros.
Outros estados aplicaram a regra hipodescente sem levá-la ao extremo de "uma gota", usando um padrão quantum sangue. Por exemplo, a lei anti- miscigenação de Utah proibia o casamento entre brancos e pessoas consideradas negras, mulatas, quadroon (1/4 preto), octroon (1/8 preto), mongol ou membro da "raça malaia" (aqui referindo-se aos filipinos). Não foram impostas restrições aos casamentos entre pessoas que não eram "pessoas brancas". A lei foi revogada em 1963.

### Outros exemplos de aplicação
Nos Estados Unidos, o hipodescendente geralmente define filhos de casais de raça mista como negros quando um dos pais é classificado como "negro" ou se pensa que ambos têm ascendência africana. Essa prática parece estar diminuindo.
O presidente dos Estados Unidos, Barack Obama, é frequentemente referido como o primeiro presidente negro. Quando jovem, ele disse que escolheu se identificar como negro e trabalhou na organização comunitária em uma comunidade negra. A mãe e os pais dela eram descendentes de europeus; seu pai e sua família são da África subsaariana do Quênia. Mas, em um caso que exemplifica a complexa história racial dos Estados Unidos, acredita-se que Obama descende por sua linha materna de John Punch, o primeiro africano documentado historicamente como escravo na Virgínia.
A empresa genealógica Ancestry.com patrocinou um estudo da história da sua família e documentou esta ligação. Os descendentes de Punch estão cada vez mais casados com brancos e acredita-se que tenham sido aceites como brancos no início do século XVIII.
Desde a década de 1960, em particular, e a ascensão do movimento Black Power, muitos membros da comunidade negra enfatizaram que indivíduos de raça mista de ascendência africana deveriam se identificar como negros para maximizar seu poder político como um grupo nos Estados Unidos. Os líderes dizem que foram historicamente discriminados como negros pelos brancos, por isso devem se identificar como negros para afirmar seu poder em número.
Nos EUA, historicamente, as pessoas têm aplicado de forma menos consistente o hipodescendente no casamento entre brancos e pessoas de outros grupos raciais, como os nativos americanos e os asiáticos. Certamente houve discriminação contra pessoas de origem européia e americana nativa mista, e ascendência européia e asiática, no entanto.
Mas o hipodescente não é praticado apenas por pessoas de ascendência européia. Em Omaha, Nebraska, os brancos comemoraram Logan Fontenelle, um homem de raça mista do final do século XIX que serviu como intérprete para um grande tratado entre a Nação Omaha e os Estados Unidos que cederam a maior parte de suas terras antes de se mudarem para uma reserva. Os brancos se referiram a Fontenelle como chefe dos Omaha, e ele era um dos signatários do tratado junto com os chefes de Omaha, talvez por falar inglês. Os brancos nomearam vários lugares na cidade de Omaha, em homenagem a Fontenelle.
Mas entre os Omaha, Fontenelle era considerado um "homem branco" porque seu pai era branco e ele nunca foi reconhecido como um chefe reconhecido. Como os Omaha tinham uma sociedade de parentesco patrilinear, a linhagem masculina passou pela linhagem hereditária de chefes e descendentes. Uma pessoa cujo pai era branco não era considerada Omaha, a menos que fosse formalmente adotada por um membro masculino Omaha.

## Evolução
O biólogo evolucionista Richard Dawkins, em O conto dos antepassados: uma peregrinação ao alvorecer da evolução (2004), observa de passagem que nos Estados Unidos e na Grã-Bretanha, as sociedades desenvolveram algo como "domínio genético" em nosso uso da linguagem para identificar crianças sindicatos de raça mista. Ele observa primeiro que as pessoas parecem ansiosas por adotar a classificação racial, mesmo quando falam de pessoas de origem obviamente mista; e segundo, que tendemos a não descrever as pessoas como de raça mista. As crianças mestiças das uniões euro-africanas tendem a ser identificadas como "negras", no que Dawkins chama de "dominantes culturais ou meméticos".:401–03 Ele opina que essa pode ser uma prática transcultural com base biológica; que talvez os humanos estejam geneticamente conectados para reconhecer e diferenciar entre pequenas diferenças superficiais. Isso contrasta com o que os humanos compartilham no "nível incomumente alto de uniformidade genética na espécie humana" (em comparação com, por exemplo, subespécies de chimpanzés).:405 Os estudiosos especulam sobre o propósito evolutivo de tal diferenciação servida; pode ter contribuído para a solidariedade de grupo quando grupos sociais eram pequenas tribos de caçadores, viviam mais distantes em diferentes regiões e eram divididos por muitos fatores culturais. Ele sugere que essa diferenciação possa ser uma "maneira rica em informações para classificar as pessoas".:408